# Kimilsungia

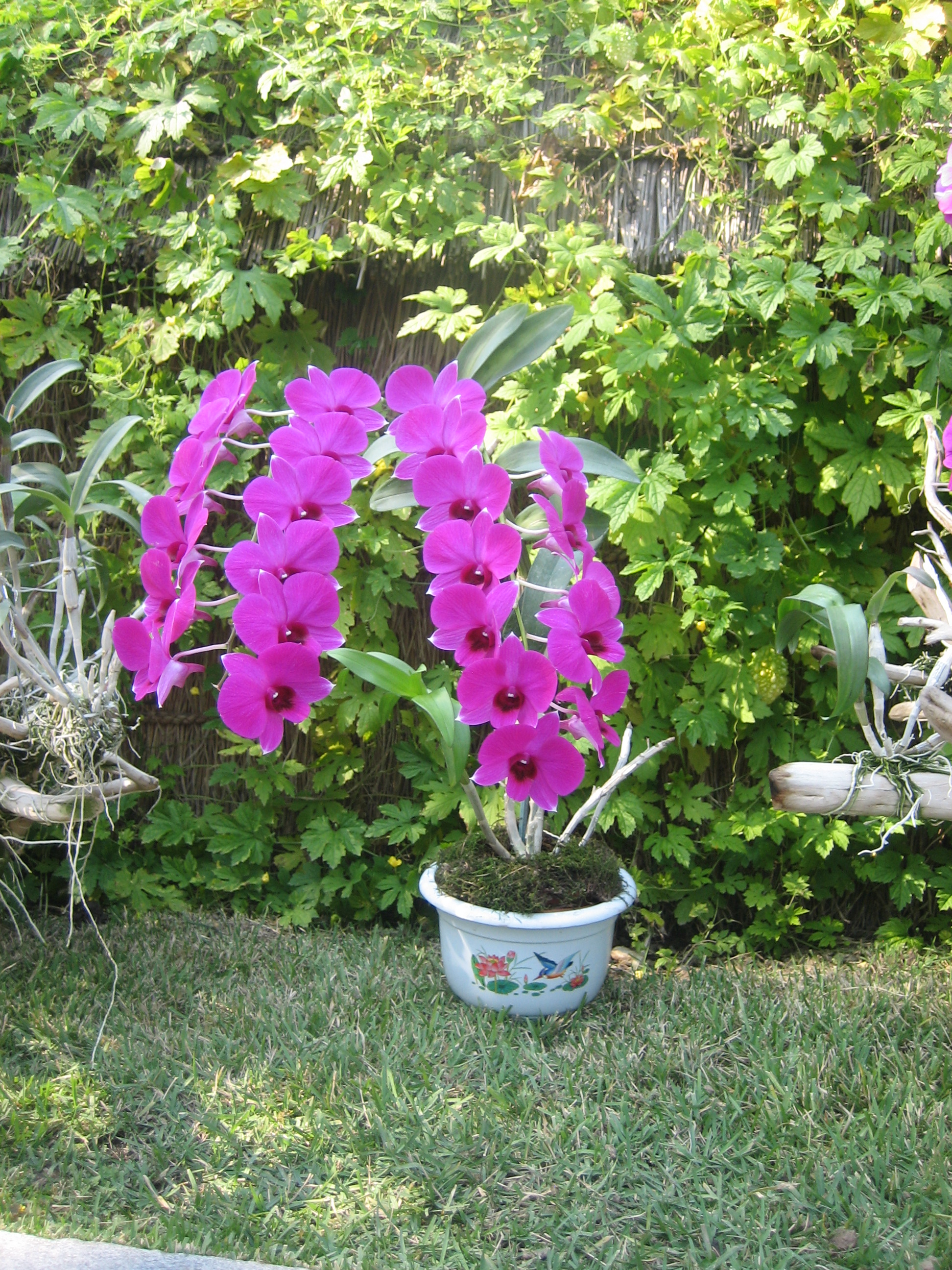
Kimilsungia

Kimilsungia (hangul: 김일성화; hanja: 金日成花) är en av Nordkoreas två nationalblommor, namngiven efter landets ledare Kim Il Sung. Den är en hybridkultivar av orkidée.

## Historia
Enligt boken Korea in the 20th Century: 100 Significant Events, reste Kim Il Sung till Indonesien i april 1965 för att möta Sukarno när han fick följa med på en rundtur i den botaniska trädgården i Bogor när 
"han stannade framför en speciell blomma, dess stam sträckte sig rakt, dess löv spred sig gynnsamt, med en ståtlig uppsyn, och dess rosa blommor visade upp sin elegans och dyrbarhet; han sade att plantan såg ljuvlig ut, han talade högt om den stora framgången i uppdrivningen av den. Sukarno sade att plantan ännu inte blivit namngiven, och att han skulle vilja namnge den efter Kim Il Sung. Kim Il Sung avböjde hans erbjudande, men Sukarno insisterade uppriktigt att den respekterade Kim Il Sung var berättigad en sådan stor ära, för han hade redan utfört storslagna handlingar för mänskligheten."
Speciella blomsterutställningar för Kimilsungian hålls varje år i Pyongyang. Enligt traditionen har varje utländsk ambassad i Nordkorea sin egen bukett av blomman utställd på blomsterutställningen.
Enligt Nordkorea finns blomman på alla fem kontinenter.

## Källa
- Hoare, James. (2012) (på engelska). Historical dictionary of the Democratic People's Republic of Korea. Historical dictionaries of Asia, Oceania, and the Middle East. Lanham, Md.: Scarecrow Press. Libris 13892717. ISBN 978-0-8108-6151-0